# Africa Hall
L'Africa Hall ad Addis Abeba, Etiopia, è la sede permanente dell'UNECA, la Commissione economica delle Nazioni Unite per l'Africa. La struttura venne eretta in diciotto mesi e completata nel febbraio del 1961. Si estende su una superficie complessiva di 75 000 m², con una superficie utile di 13 800 m², composta da 3 600 m² di sale conferenze,5 500 m² di uffici e 4 700 m² di servizi generali. La caratteristica principale del complesso è rappresentata dagli "spazi continui" all'interno. Dal 1971 al 1975, su finanziamento dalle Nazioni Unite, la struttura è stata estesa a 130 000 m² con un nuovo blocco di ottocento uffici su sei piani adibito a biblioteca e ad ospitare altri edifici per servizi generali. Questo ampliamento è stato progettato dallo Studio Valle Progettazioni di Roma 
Il complesso venne progettato dall'architetto italiano Arturo Mezzedimi che nel 1959 fu chiamato ad Addis Abeba dall’imperatore etiope per la realizzazione in tempi strettissimi dell'Africa Hall. Sempre Mezzedimi progettò la sede della Banca di Stato, il palazzo imperiale, il nuovo municipio, sedi di ministeri, centri commerciali e centri amministrativi.
Insieme al Municipio di Addis Abeba, la Africa Hall è stata definita, per la sua evidente monumentalità, come chiara opera di regime dell'imperatore Selassié volutamente costruita per potere impressionare l'opinione pubblica. Diceva infatti Selassié, in merito all'Africa Hall, che «è necessario mostrare al popolo che è possibile erigere monumenti grandiosi anche qui (in Etiopia) innalzando un paio di strutture di alto livello. Non conta quanto siano complesse o estese, conta invece quanto materiale nazionale possibile viene utilizzato, in modo che la nostra ricca classe media, che tiene nascosti i soldi sotto al materasso, venga scossa dall'inattività che la contraddistingue anche nel campo delle costruzioni e venga stimolata a investire i propri beni anche nell'edilizia per contribuire a fare di questo grande villaggio una città e una vera capitale». Il complesso è stato progettato e diretto, su incarico delle Nazioni Unite dallo Studio Valle Progettazioni di Roma.  

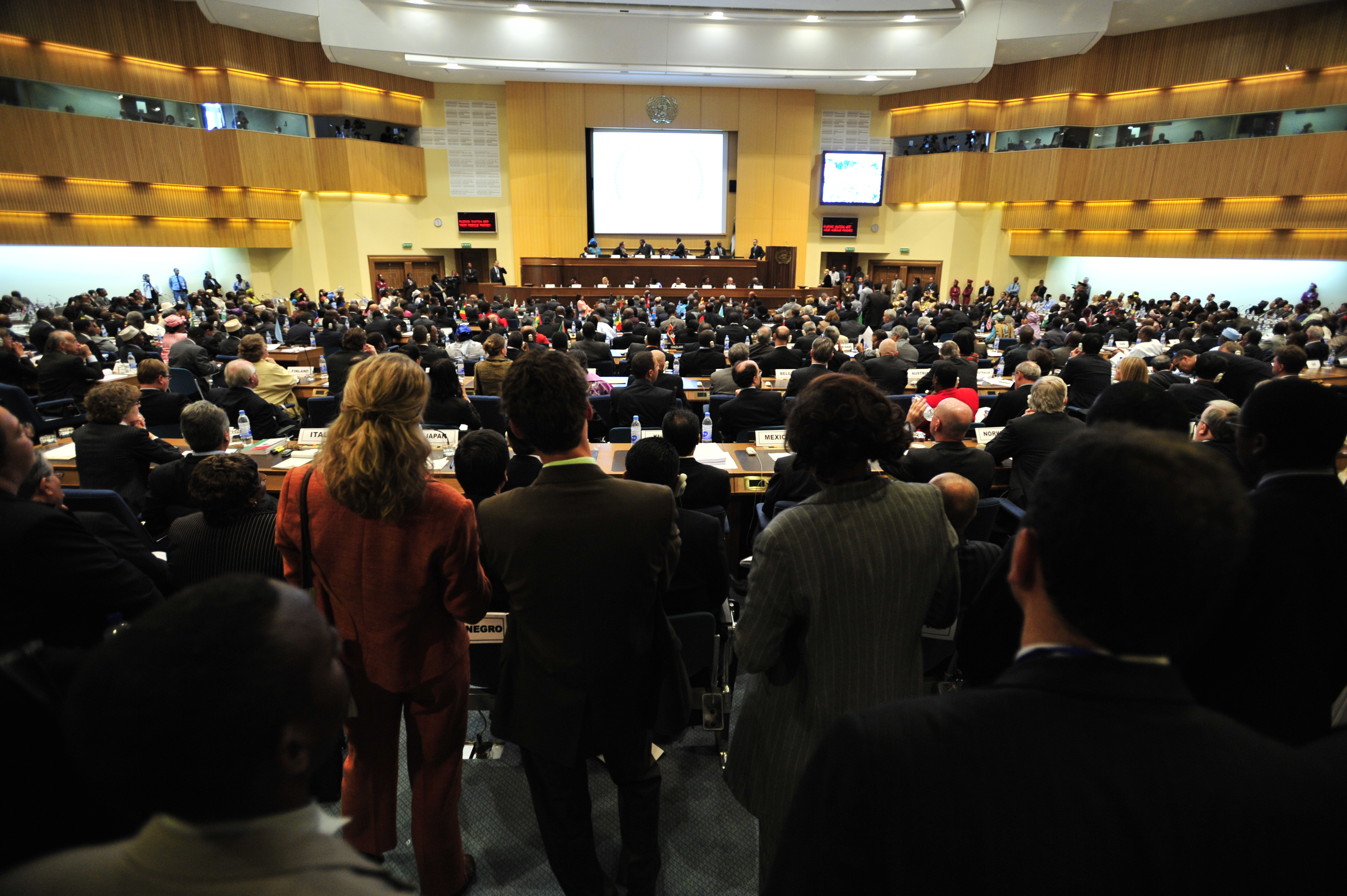
Leader africani e diplomatici stranieri riuniti nella Sala Plenaria del palazzo delle Nazioni Unite ad Addis Abeba, in Etiopia, durante i lavori dell'Unione Africana 12 (AU) nel 2009

L'Africa Hall fu sede della fondazione nel 1963 dell'Unione africana, precedentemente Organizzazione dell'unità africana (OUA). Pregevole, al suo interno, una vetrata policroma trittica di 150 m² creata da Afewerk Tekle e dal titolo Liberazione totale dell'Africa. L'opera raffigura immagini che simboleggiano le nazioni africane unite per combattere la povertà e le malattie.